# Resolució 1061 del Consell de Seguretat de les Nacions Unides
La Resolució 1061 del Consell de Seguretat de les Nacions Unides fou adoptada per unanimitat el 14 de juny de 1996. Després de recordar totes les resolucions sobre la situació a Tadjikistan i a la frontera entre l'Afganistan i Tadjikistan, el Consell va prorrogar el mandat de la Missió d'Observadors de les Nacions Unides a Tadjikistan (UNMOT) fins al 15 de desembre de 1996 i va dirigir esforços per posar fi al conflicte al país.
Hi havia preocupació per la deterioració de la situació a Tadjikistan i el Consell de Seguretat va subratllar la necessitat que les parts interessades respectessin els seus acords. La situació només es resoldrà a través de mitjans polítics entre el Govern de Tadjikistan i l'Oposició Tadjik Unida. La resolució posa de manifest així la inacceptabilitat dels actes hostils a la frontera amb Afganistan.
Les parts foren cridades a posar fi a les hostilitats i complir amb l'Acord de Teheran, instant enèrgicament l'extensió d'un alto el foc durant les converses entre les parts tadjiks. El mandat de la UNMOT es va prorrogar fins al 15 de desembre de 1996, amb la condició que l'Acord de Teheran i l'alto de Foc continuessin vigents. El paper de les Nacions Unides al país seria revisat si no hi havia perspectives de pau durant el període del mandat.
Cada tres mesos es demanaria al Secretari General de les Nacions Unides que informés sobre l'aplicació de l'Acord de Teheran i sobre el progrés i les operacions de la UNMOT. Finalment, tots els països van ser convidats a proporcionar ajuda humanitària a Tadjikistan a través d'un fons voluntari establert a la Resolució 968 (1994).